# Árpád Tagányi
Árpád Tagányi (27 novembre 1919 – 8 marzo 2010) è stato un calciatore ungherese, di ruolo centrocampista.